# Eduard Suess

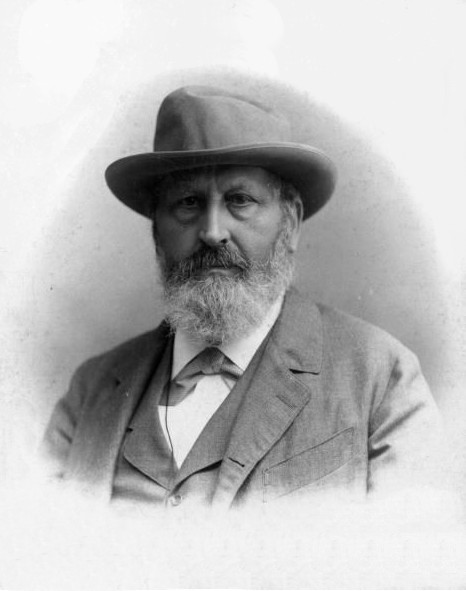
Portréja (kb. 1890)

Eduard Suess (London, 1831. augusztus 20. – Bécs, 1914. április 26.) osztrák geológus, paleontológus és liberális politikus. Alsó-Ausztria regionális parlamentjének tagja, Bécs város tanácsosa. Karl Junkerrel együtt megtervezte az első bécsi magas nyomású vízvezetéket, ami egészséges, kitűnő ivóvízzel látja el ma is az osztrák fővárost. 1867-ben a Duna szabályozásával foglalkozó bizottság tagja.

## Életpályája
Apja gyapjúval kereskedett Londonban, de 1834-ben visszatértek Prágába, édesanyja családjához. 1845-ig a jezsuiták Clementinum iskolájába járt. Középiskolai tanulmányait 1845/1846-ban fejezte be a bécsi Akademisches Gymnasiumban és beiratkozott a Bécsi Műszaki Egyetemre. 1848. március 13-án kitört a forradalom Bécsben, és a lelkes 16 éves Suess is csatlakozott az egyetemisták szabadcsapatához (Akademische Legion). Októberben azonban elhagyta a nyugtalan Bécset, Prágába költözött rokonaihoz és a Cseh Műszaki Egyetemen tanult tovább. Gyakran eljárt a Nemzeti Múzeumba és sokat kirándult Prága fosszíliákban gazdag környékére. Ekkor ébredt fel érdeklődése az őslénytan iránt. 1849-ben ismét Bécsben élt, és tanulmányt írt a cseh szilur graptolitáiról, amelyet a Természettudományok Baráti Egyesülete adott ki 1851-ben. Joachim Barrande francia geológus megsemmisítő recenziót írt a tanulmányról. Barrande akkoriban Csehország paleozoikumi faunáját kutatta, és úgy gondolhatta, hogy Suess beavatkozik munkájába. Az ifjú egyetemistát nem kedvetlenítette el a kritika. 1850-ben váratlanul letartóztatták azzal a váddal, hogy köze volt a Kossuth Lajos által szított 1848. március 13-i bécsi forradalomhoz. 1851-ben bizonyíték hiányában szabadon engedték, de az egyetem kapuja örökre bezárult előtte.
Először édesapja vállalkozásában dolgozott, majd felvették a Hof-Mineralien-Kabinetbe, a Bécsi Természettudományi Múzeum elődjébe. Itt írta első tanulmányát Karlovy Vary geológiájáról. A Mineralien-Kabinetben a pörgekarúakkal, az ammoniteszekkel, és az őspatások fosszíliáival foglalkozott. Az Mineralien-Kabinetben eltöltött esztendőkre hálásan emlékezett később is vissza, mert ott kapta első tudományos képzését. A paleontológia művelését soha nem hagyta abba.
Tanítási engedélyért folyamodott, de elutasították kérelmét. Leo von Thun-Hohenstein közoktatásügyi miniszter közbenjárt érdekében I. Ferenc Józsefnél. 1857-ben kinevezték a paleontológia rendkívüli tanárának, és így létrejött az első paleontológiai tanszék a Bécsi Egyetemen. 1862-ben először a geológia rendkívüli tanára, 1867-ben már rendes tanára lett. Suess néhány évtized alatt az európai élvonalba emelte az osztrák földtudományokat.
1875-ben az Alpok kialakulása című művében mindössze 168 oldalon adta közre az akkori időkben forradalmian újnak számító elméletét a gyűrthegységek képződéséről. Ezzel a takaróelmélet lényeges elemeit dolgozta ki.
James Dwight Dana geoszinklinális elméletét továbbfejlesztve arra a következtetésre jutott, hogy az Alpok lényegében a föld lehűlése folyamán a földkéreg lassú horizontális zsugorodásai következtében keletkeztek, a kőzetrétegek aszimmetrikusan mozdultak el északi irányba. Az európai geológusok James Huttonra és Leopold von Buchra hivatkozva azt gondolták, hogy a hegységeket a vertikálisan ható vulkanikus erők nyomták fel. Suess szerint a vulkanizmus a hegységképződés következménye, és nem előidézője.
1878-tól nagyszabású munkába kezdett, ami összefoglalta korának geológiai ismereteit. Suess az óceánokat és kontinenseket (hegységeikkel) együtt vette figyelembe. Charles Lyell uniformizmus elméletét nem tartotta kielégítőnek, amióta az Alpok komplex tektonikájával foglalkozott. Élie de Beaumont francia geológushoz hasonlóan, de nála sokkal differenciáltabban igyekezett összekapcsolni saját tektonikai modelljét a föld fejlődéstörténetével, amiről a világ bármely részén az üledékes kőzetek tanúskodnak.
Suess feltételezése szerint ha egy óceáni medence beszakadna, világméretű tenger-visszahúzódást (regresszió) idézne elő. Ennek az lenne a következménye, hogy a szárazon maradt földfelszín nagyobb eróziónak lenne kitéve, és ez oda vezetne, hogy több üledék kerülne az óceánba, amíg a óceáni medence ismét feltöltődik. Suess vezette be a még ma is használatos eusztatikus tengerszint-változások elvét.
James Dwight Danával szemben az óceánokat viszonylag új keletű és változó struktúráknak tartotta. Ilyen elgondolások vezették ahhoz a végkövetkeztetéshez, hogy Afrika és Európa valamikor szorosan összetartozott, és hogy az északi Alpok valamikor egy óceán alját képezték, amelyből csak a Földközi-tenger maradt meg. Bár gondolatmenetének nagy részét ma már nem fogadják el, de tézise nagyon közel állt a tényekhez, és neki tulajdonítják a Tethys-óceán felfedezését. Suess adta a Tethys nevet 1893-ban.
A földbelső felépítéséről folytatott vitáiban a következő rövidítéseket vezette be:
- NiFe (nikkel, vas) a földmagra
- SiMa (szilícium, magnézium) az óceáni kéregre
- SiAl (szilícium alumínium) a kontinentális kéregre utalt.

Másik fontos felfedezése az volt, hogy a valódi páfrányok egyik fajtája, a glossopteridales előfordul fosszíliákban Dél-Amerikában, Afrikában és Indiában (akkor még nem volt Suessnek tudomása arról, hogy antarktiszi fosszíliákban is megtalálható). Suess szerint a három kontinens valamikor szuperkontinenst alkotott, amit ő Gondwanának nevezett el. Tőle származik a litoszféra, hidroszféra és bioszféra elnevezés.
Fia, Franz Eduard Suess szintén geológus volt. Unokája Hans E. Suess a Kaliforniai Egyetem professzora, fizikai kémikus és magfizikus, hozzá fűződik a Suess-effektus.
Suess élete egy részét Sopron vármegyében, Márcfalván töltötte, és háza kertjében helyezték örök nyugalomra. Lóczy Lajos nekrológját a következő gondolattal zárta: „Suess Ede emléke az egész világé is, hazáján kívül, nekünk magyaroknak legközelebbi jussunk van hozzá; mert Magyarország földjén élte nemes életének legboldogabb napjait és utolsó akarata a magyar hantok alá vitte őt örök pihenésre. Illő tehát, hogy mi a legnemesebb kegyelettel őrizzük idegenből hozzánk származott barátunknak, mindnyájunk mesterének és az ideálisan igaz ember legtökéletesebb mintaképének emlékét”.

## Elismerései
- A Bajor Tudományos Akadémia levelező tagja 1880-tól.
- A National Academy of Sciences tagja 1898-tól.
- Az Osztrák Tudományos Akadémia elnöke 1898–1911 között.
- A Geological Society of London Wollaston-éremmel tüntette ki 1896-ban.
- A Royal Society Copley-érmet adományozott Suessnek 1903-ban.

## Emlékezete
- Viktória-földön gleccsert neveztek el róla.
- A hold egyik becsapódási kráterét róla nevezték el Suess-kráternek.
- Az Osztrák Geológiai Társaság Suess-emlékérmet alapított.

## Művei
- Über die Brachiopoden der Kössener Schichten (1854)
- Der Boden der Stadt Wien (1862)
- Die Entstehung der Alpen (1875)
- Das Antlitz der Erde (három kötetben) (1885–1909)
- Erinnerungen (1916)

## Fordítás
- Ez a szócikk részben vagy egészben  az   Eduard Suess című német Wikipédia-szócikk ezen változatának fordításán alapul.  Az eredeti cikk szerkesztőit annak laptörténete sorolja fel. Ez a jelzés csupán a megfogalmazás eredetét és a szerzői jogokat jelzi, nem szolgál a cikkben szereplő információk forrásmegjelöléseként.